# ماريا بورتون
ماريا بورتون (بالإنجليزية: Maria Burton)‏ هي منتجة أفلام ومخرجة وممثلة أمريكية، ولدت في 1 أغسطس 1961.

## وصلات خارجية
- ماريا بورتون على موقع IMDb (الإنجليزية)
- ماريا بورتون على موقع أول موفي (الإنجليزية)
- ماريا بورتون على موقع قاعدة بيانات الفيلم (الإنجليزية)
- ماريا بورتون على موقع كينوبويسك (الروسية)